# 溫特加登斯 (加利福尼亞州)
溫特加登斯（英語：Winter Gardens）是位於美國加利福尼亞州聖地牙哥縣的一個人口普查指定地區。

## 地理
溫特加登斯的座標為32°50′28″N 116°55′40″W / 32.84111°N 116.92778°W，而該地最高點為海拔高度206米（即676英尺）。

## 人口
根據2010年美國人口普查的數據，溫特加登斯的面積為11.475平方千米，當中陸地面積為11.472平方千米，而水域面積為0.003平方千米。當地共有人口20631人，而人口密度為每平方千米1,797人。